# Батіг та пряник

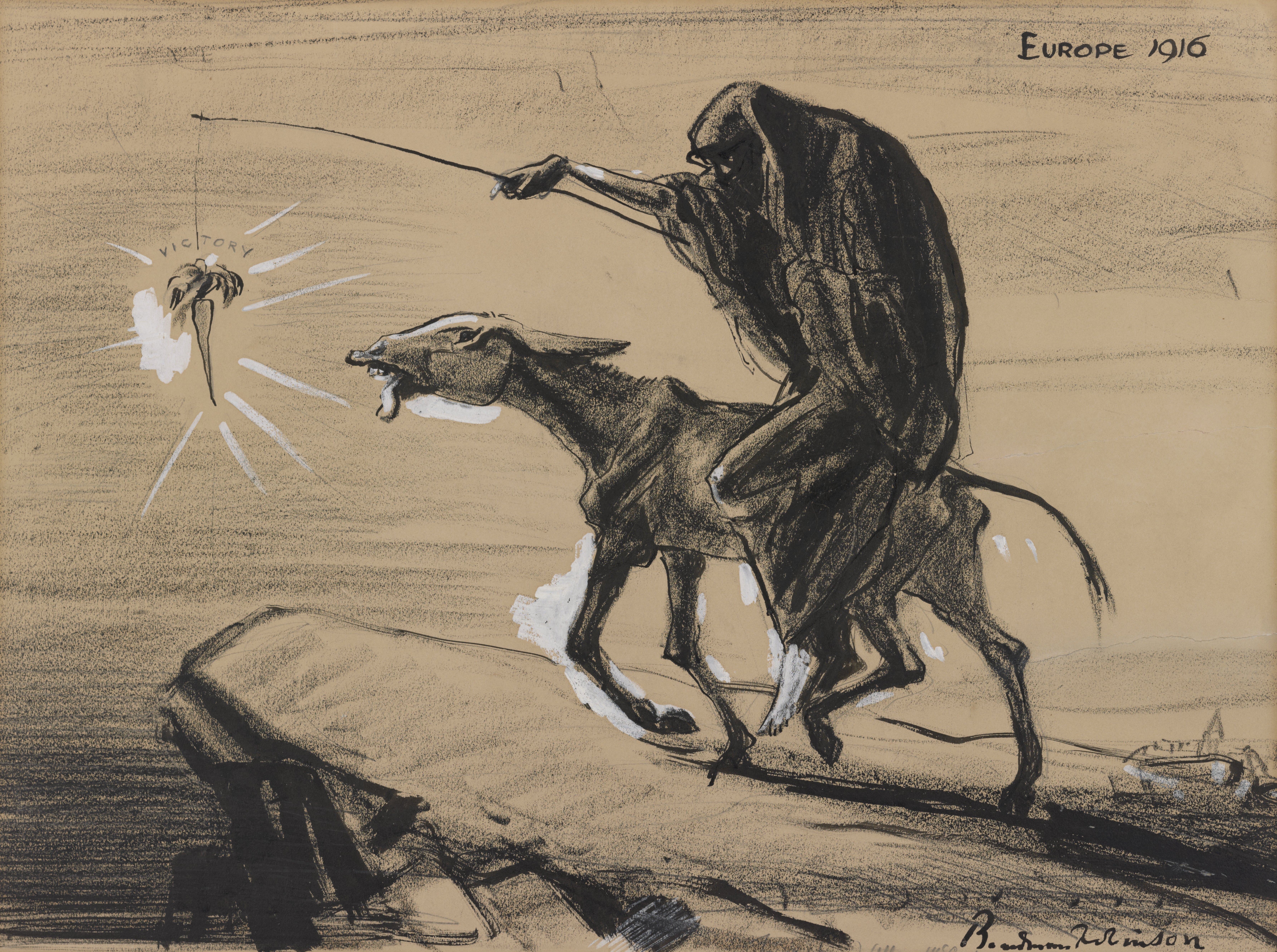
Малюнок Робінсона Боурдмена, який ілюструє англомовний аналог метафори «Carrot and a stick» («Палка та морква»)

Батіг та пряник або виховання методом батога та пряника — метафора та ідіома, яка характеризує себе як метод виховання або управління шляхом винагороди або покарання.
Психологічно, ідіома «батіг і пряник» — сприймається дещо інакше й грубіше, ніж «нагорода і покарання». У першому випадку зазвичай розуміється покарання відкрите та явне, хоча покарання бувають і приховані, і зовсім не болісні, навіть дружні і веселі.
Формулювання «нагороди і покарання» звучить м'якше і сприймається досить позитивно, у той час як жорстке формулювання «батіг і пряник» викликає досить негативні асоціації.